# (119979) 2002 WC19
(119979) 2002 WC19, também escrito como (119979) 2002 WC19, é um objeto transnetuniano binário que está localizado no Cinturão de Kuiper, uma região do Sistema Solar. Este corpo celeste é classificado como um twotino, pois, o mesmo está em uma ressonância orbital de 1:2 com o planeta Netuno. Ele possui uma magnitude absoluta de 4,9 e tem um diâmetro em torno de 490 km. O astrônomo Mike Brown lista este objeto em sua página na internet como um candidato a possível planeta anão.

## Descoberta
(119979) 2002 WC19 foi descoberto no dia 16 de novembro de 2002, através do Observatório Palomar.

## Características orbitais

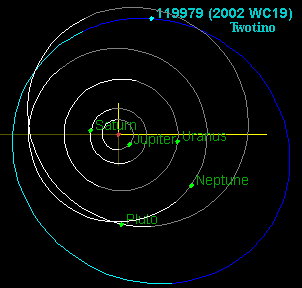

A órbita de (119979) 2002 WC19 tem uma excentricidade de 0,264, possui um semieixo maior (distância média do Sol) de 47,917 UA e um período orbital de 332,67 anos. O seu periélio leva o mesmo a uma distância de 35,260 UA em relação ao Sol e seu afélio a 60,574 UA.
Este objeto virá ao seu periélio no ano de 2056.
(119979) 2002 WC19 tem um semieixo maior perto da borda externa do Cinturão de Kuiper. Ele está em uma ressonância orbital 1:2 com Netuno, e, portanto, é chamado de twotino. Para cada uma órbita que (119979) 2002 WC19 faz, Netuno orbita duas vezes.
Saber quantos twotinos há pode revelar se Netuno levou cerca de um milhão ou dez milhões de anos para migrar cerca de sete UA de seu local de nascimento.

## Satélite
Um satélite natural, S/2007 (119979) 1, orbitando (119979) 2002 WC19 foi relatado em 27 de fevereiro de 2007. Estima-se que esteja a 2760±250 km do primário e tem um diâmetro com cerca de 139 ou 150 km.